# Sabine Steffen
Sabine Steffen (* 28. November 1958 in Hamburg) ist eine deutsche Politikerin der Grün-Alternativen Liste (GAL) und ehemaliges Mitglied der Hamburgischen Bürgerschaft sowie Malerin.

## Leben und Beruf
Sabine Steffen studierte Sozialpädagogik, danach arbeitete sie als Jugendreferentin und Abteilungsleiterin im Jugendamt. Später war sie als Personalrätin und Personalratsvorsitzende im Bezirksamt Wandsbek tätig.
Neben der politischen Tätigkeit ist Sabine Steffen seit 1998 als Malerin tätig. In einer Presseerklärung zu der Ausstellung im Bezirksamt Hamburg-Wandsbek wurden ihre Arbeiten als „eine Mischung aus Realität und Phantasie, die unter anderem durch Verwendung kräftiger Farben und symbolischer Elemente erreicht wird“ beschrieben. Sie stellte ihre Werke neben dieser Ausstellung schon 2001 in den Räumen der GAL-Bürgerschaftsfraktion aus.

## Politik
Sie war für die Grün Alternative Liste (GAL) Mitglied der Hamburgischen Bürgerschaft in der 16. und 17. Wahlperiode von 1997 bis 2001 und von 2002 bis 2004. Bei der Bürgerschaftswahl 2001 konnte sie trotz eines 13. Platzes auf der Landesliste nicht in das Parlament einziehen, ihre Partei erhielt nur 11 Sitze. 2002 übernahm sie dann aber einen Sitz von den ausgeschiedenen Politikern  Krista Sager und Anja Hajduk (beide haben Sitze im Bundestag übernommen) sowie Alexander Porschke. Für ihre Fraktion übernahm sie die Aufgabe als Kinder- und Jugendpolitische Sprecherin.
Im Januar 2003 wurde sie von Ole von Beust in den Plattdeutschen Rat berufen, ein Gremium mit ehrenamtlichen Mitarbeitern, das sich für den Erhalt der Sprache einsetzt.